# 章燎原
章燎原（1976年—），别名松鼠老爹、章三疯，男，安徽省绩溪县人。中国企业家，现任三只松鼠创始人兼CEO，2014年度“心动安徽·最美人物”提名奖、  2014安徽年度十大经济人物。

## 生平
章燎原不到20岁开始工作，前期尝试过：摆地摊、开冷饮店、卖VCD，但均失败，直到2003年，进入安徽詹氏食品有限公司，负责芜湖地区的一线销售，两年内，把芜湖市场销售额做到超越省会合肥的总营业额，29岁，破格提升为詹氏的营销副总经理。
2012年2月16日，章燎原辞去工作开始创业，带领5个人的小团队，在安徽芜湖的一间民房创立了三只松鼠。